# Zołocziw (obwód charkowski)
Zołocziw (ukr. Золочів) – osiedle typu miejskiego na Ukrainie, w obwodzie charkowskim, siedziba władz rejonu zołocziwskiego.
Stacja kolejowa.

## Historia
Osiedle typu miejskiego od 1925.
W 1931 roku zaczęto wydawać gazetę.
Od 26 października 1941 roku do 7 sierpnia 1943 roku Zołocziw był pod okupacją hitlerowską.
W 1989 liczyło 12 878 mieszkańców.
W 2013 liczyło 9012 mieszkańców.